# Roger Lewin
Roger Lewin (né en 1944) est un anthropologue et écrivain scientifique britannique.

## Travaux
- (en) Richard E. Leakey & Roger Lewin, The Sixth Extinction : Patterns of Life and the Future of Humankind, Doubleday, New York, 1995, 271 p.  (ISBN 0-385-42497-3).